# Perry Mason sul filo del rasoio
Perry Mason sul filo del rasoio (The Case Of The Bigamous Spouse) è un romanzo giallo del 1961 di Erle Stanley Gardner, appartenente alla saga con protagonista l'avvocato Perry Mason.

## Trama
Gwynn Elston, una giovane e conturbante venditrice porta a porta, si presenta da Perry Mason per rivelargli di aver casualmente scoperto, durante uno dei suoi giri, che Felting Grimes, marito della sua amica Nell da cui vive come inquilina, conduce una doppia vita e ha una seconda famiglia sotto il nome di Frankline Gillett. Sostiene inoltre che lui, per evitare che lo rivelasse a Nell, abbia tentato di avvelenarla con quella che crede essere stricnina.
L'avvocato Mason verifica quest'ultimo fatto, ma prima che possa fare altro, il bigamo Grimes/Gillett viene trovato assassinato nel giardino della villa del milionario George Belding Baxter e Gwynn viene accusata del delitto!
Sebbene non creda del tutto alla sincerità della propria cliente, tocca a Perry, con l'aiuto della sua efficiente segretaria Della Street e dell'abile investigatore privato Paul Drake, tirarla fuori da guai che potrebbe costarle carissimo...

## Personaggi
- Perry Mason, famoso penalista
- Della Street, la sua efficiente segretaria
- Paul Drake, investigatore privato
- Gwynn Elston, ragazza in difficoltà
- Felting Grimes/Franklin Gillett, il bigamo
- Nell Grimes, amica di Gwynn e una delle due mogli
- George Belding Baxter, milionario.

## Edizioni italiane
- Perry Mason sul filo del rasoio, traduzione di Vittoria Comucci, I classici del Giallo Mondadori n. 678, Arnoldo Mondadori Editore, gennaio 1993.